# Шарша (приток Вязьмы)
Шарша, иначе Оферовка — небольшая река в России, протекает в Ивановской области. Устье реки находится по правому берегу реки Вязьмы, напротив населённого пункта Малое Клочково. Исток реки теряется в лесах Тейковского района. Не судоходна.
Вдоль русла реки расположены населённые пункты: Алферовка.